# Indiegogo
Indiegogo — сайт финансирования творческих проектов по схеме общественного финансирования, основанный в 2008 году. Штаб-квартира находится в Сан-Франциско, Калифорния. Девять миллионов людей со всего мира посещают сайт ежемесячно.
Наряду с Kickstarter, Indiegogo является одним из самых популярных веб-сайтов общественного финансирования в Америке.

## Система общественного финансирования
По словам соучредителя проекта Славы Рубина (Slava Rubin), сайт «позволит каждому собрать деньги для любой идеи». Структура сайта позволяет пользователям создать страницу для финансирования своей кампании, настроить учётную запись PayPal, составить список «льгот» для разных уровней вложений. Пользователи имеют возможность публиковать свои проекты через Facebook, Twitter и аналогичные платформы. Сайт взимает 5 % комиссии с успешных кампаний. Для кампаний, что не смогли собрать свою целевую сумму, пользователи имеют возможность бесплатного возмещения всех денег их вкладчикам, или могут сохранить все собранные деньги, но с комиссией в 9 %.
В отличие от аналогичных сайтов, таких как Kickstarter, Indiegogo выплачивает деньги немедленно, как только взносы собираются на PayPal счета пользователя. Согласно Уолл-стрит джорнэл, по состоянию на январь 2014 года, было проведено более 200 000 рекламных кампаний и собрано «миллионы долларов».
С 2017 года IndieGoGo больше не сотрудничает с PayPal.

## Инвесторы
В мае 2014 года компания расширилась и пригласила новых инвесторов, включая Ричарда Брэнсона, основателя Virgin Group, главу Yelp Inc Макса Левчайна, главу Yahoo Board Мейнарда Уэбба, Тима Дрейпера и др.